# Oude Sint-Martinuskerk (Ronse)

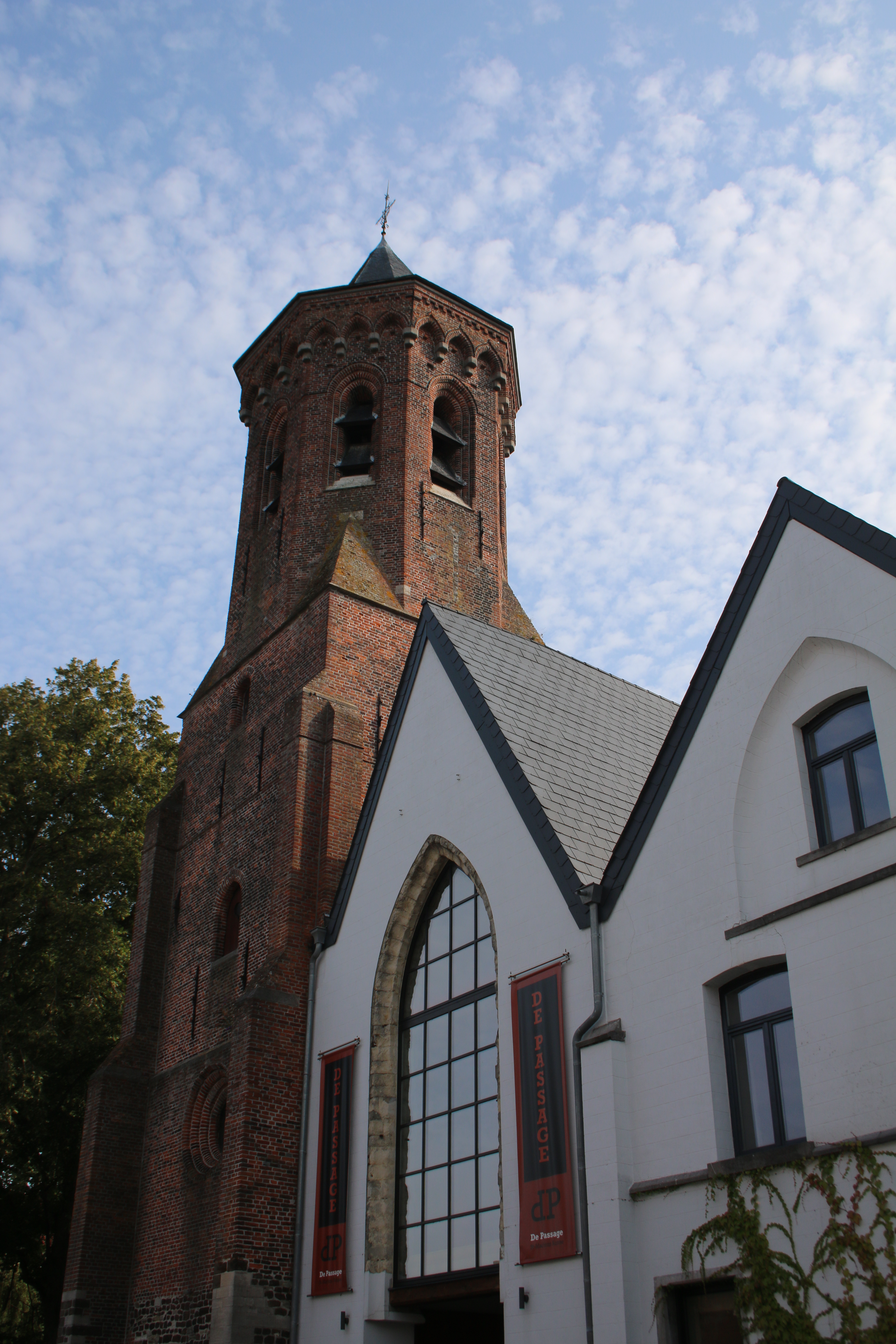
Oude Sint-Martinuskerk

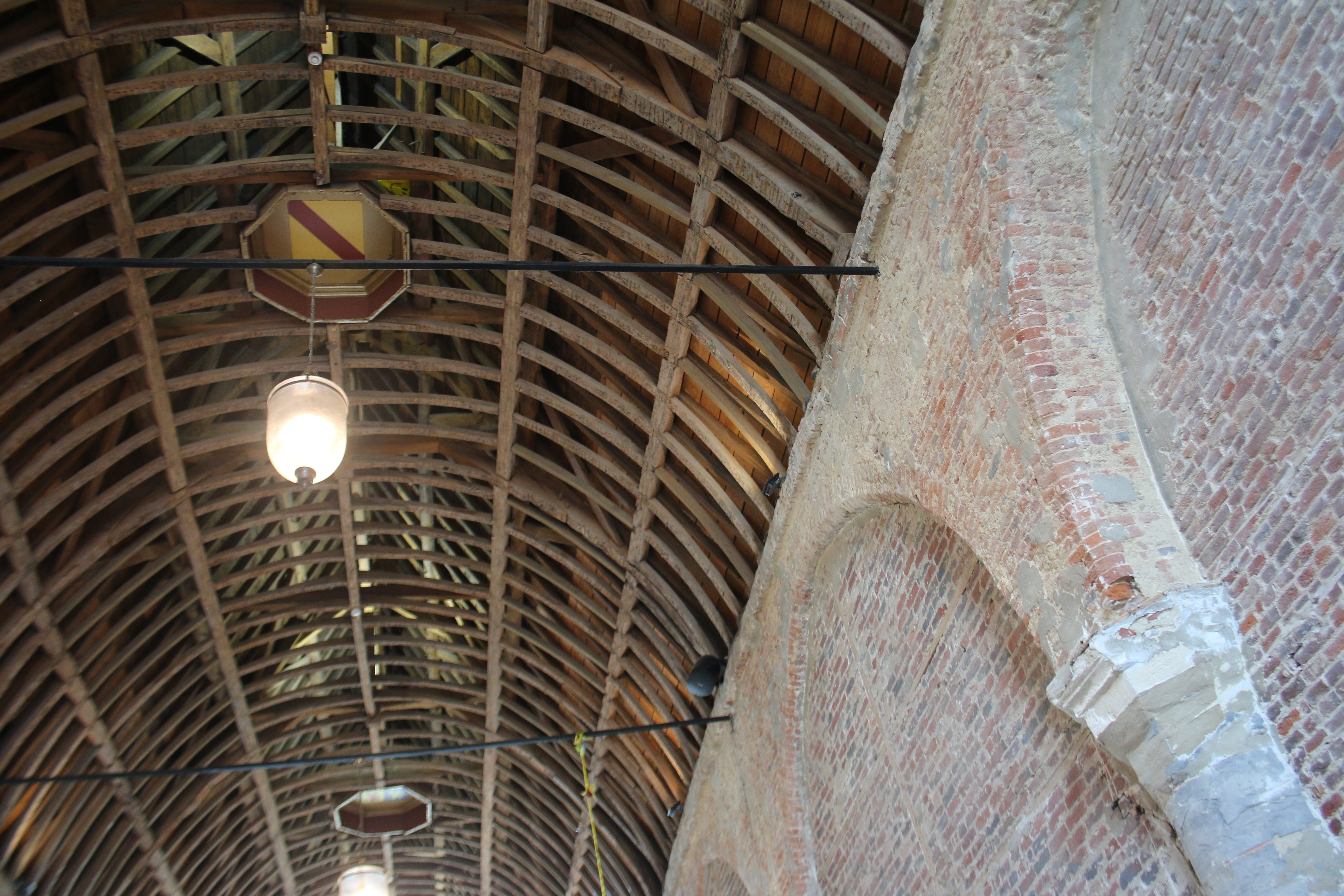
Spitstongewelf

De Oude Sint-Martinuskerk is een voormalig kerkgebouw in de Oost-Vlaamse stad Ronse, gelegen aan het Sint-Martensplein 9-10.

## Geschiedenis
De geschiedenis van de kerk begon zeker midden 11e eeuw, toen het kapittel van Ronse twee hulpkerken stichtte, de Sint-Pieterskerk in het noorden en de Sint-Martinuskerk in het zuiden. In 1287 werd voor het eerst melding gemaakt van een pastoor. Het toenmalige romaanse kerkje is geheel verdwenen, hoewel de toepassing van ijzerzandsteen in de basis van de 15e eeuwse toren kan wijzen op hergebruik.
In de 15e eeuw ontstond een bakstenen tweebeukige gotische kerk met vierkante toren welke door een achtkante klokkengeleding werd bekroond. In 1807 eeuw kwam ook een zuidbeuk gereed en in 1829 volgden een transept en een onderkelderd koor. Nog meer verbouwingen vonden plaats, maar in 1891 viel het besluit om een nieuwe grote kerk te bouwen, de Nieuwe Sint-Martinuskerk. In 1896 werd de oude kerk onttrokken aan de eredienst.
Het oude kerkschip werd ingericht als houtzagerij en in 1906 kwam in een deel ervan de cinema Familia.
In 1924 kwam de toren aan de gemeente en het kerkschip werd ingericht als garage en woning. In 1936 werd de toren geklasseerd als monument. Uiteindelijk werd het oostelijk deel van het kerkgebouw in 1996 gesloopt wegens instortingsgevaar. Wat overbleef van de kerk werd ingericht als winkelcentrum De Passage en bleef daarmee behouden.

## Gebouw
De toren heeft vier geledingen. Op een natuurstenen onderbouw bevindt zich een bakstenen bovenbouw bekroont door een achtkante klokkenverdieping. De toren bevat metselaarstekens. De 19e-eeuwse zuidbeuk is tot woning verbouwd. De twee 15e-eeuwse beuken, ingericht als winkelpassage, bevatten nog enkele spitsbogen en worden overkluisd door een spitstongewelf.